# MÁV 301 sorozat
A MÁV 301 sorozatú gőzmozdonya építésének idején Európa egyik legnagyobb teljesítményű és legszebbnek mondott gyorsvonati mozdonya, egyben a MÁV első sorozatban gyártott túlhevítős mozdonytípusa volt, amely a nagyobb tengelyterhelésű fővonalak gyorsvonatainak továbbítására készült, és jó fél évszázadon keresztül teljesítettek szolgálatot nemcsak a hazai, hanem a román vasútvonalakon is.

## Fejlesztése
1910-től kezdődően a Magyar Királyi Államvasutak Budapest–Pozsony–Marchegg–Bécs és Budapest–Bruck-Királyhida–Bécs vonalain közlekedő gyorsvonatok tömege viszonylag hirtelen jelentős mértékben megnőtt. Az immár rendszeresen 44 tengellyel közlekedő (azaz tizenegy négytengelyes személykocsiból álló) vonatok továbbítására az In. osztályú (1911-től: 203 sorozatú) 2'B1' tengelyelrendezésű mozdonyok teljesítménye nem volt elegendő, ezért átmenetileg a IIIs. osztályú (322 sorozatú) mozdonyokat kellett ilyen célra igénybe venni, azonban azok sebessége és teljesítménye sem volt hosszabb távon elegendő. Így a MÁV új gyorsvonati gőzmozdonytípus beszerzése mellett döntött. A vontatási feladat nehéz gyorsvonatok továbbítása volt 16 t (+3%) tengelyterhelésű fővonalakon. 1908-ban ezért befejezték In. osztályú mozdonyok beszerzését, és megkezdődött az új típus tervezése Dvorák Hubert vezetésével a Magyar Királyi Állami Vasgyárak mozdonyszerkesztő szakosztályán.

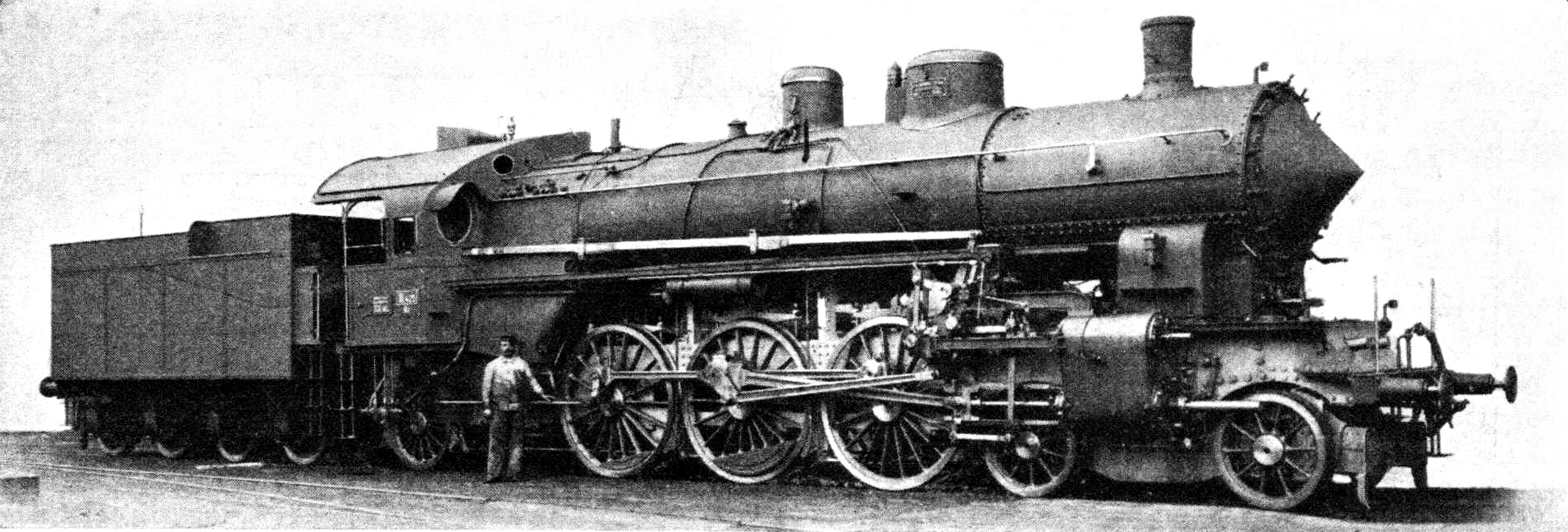
A 301 sorozatú mozdony ikergépezettel

Mivel a mozdonyoknak sík pályán 400 tonnás gyorsvonatot kellett 100 km/h-val továbbítania, a mozdony már nem épülhetett két kapcsolt kerékpárral: mindenképpen három kapcsolt kerékpár alkalmazására volt szükség. A tervezett nagy sebességre tekintettel a mozdonyok az In. osztályú mozdonyokhoz hasonlóan elöl kéttengelyes vezető futóforgóvázzal, a nagy és széles rostély elhelyezhetősége érdekében pedig szintén az előd mintáját felhasználva hátsó ívbeálló futótengellyel készült, melyet Adams–Webb-rendszerűként képeztek ki. Az új típus tehát 2'C1' tengelyelrendezésű lett, melynek amerikai neve „Pacific”. (Ez alapján becézték a 301-eseket Pacifiknak vagy röviden Pacinak.). A nyugodtabb futás érdekében megtartották a négyhengeres gépezetet is, azonban az In. osztályú mozdonyoknál tapasztalt könyököstengely-repedések miatt nem a Borries-rendszerű (ahol mind a négy henger ugyanazt a kerékpárt hajtja), hanem az ún. fordított de Glehn-rendszerű hajtáselrendezést (ahol a két belső henger az első, a két külső a második kapcsolt kerékpárt hajtja) választották. Ekkorra már sikeresen lezárultak a kísérletek az első hazai túlhevített gőzű mozdonyokkal, így a mozdonyok túlhevítővel ellátott kazánnal épültek. Nem született ugyanakkor még egyértelmű válasz arra, hogy túlhevített gőz esetén az iker- vagy a kompaund rendszer az előnyösebb.
Ezért az elkészült négy db prototípus mozdonyból kettő – 97{\displaystyle {}^{1}} gyári típusként – 1911-ben iker gépezettel (301,001–002), kettő pedig – 101{\displaystyle {}^{1}} szerkezetszámon – 1912-ben kompaund gépezettel (327,501–502) készült. Ez a típus tehát – a MÁV mozdonyai közül elsőként – már az első példánytól kezdve az ebben az évben bevezetett új mozdonyszámozási rendszer szerinti jelöléssel hagyta el a gyárat. Az ikergépezetű prototípusok egységára 158 758, a kompaund változaté 165 408 korona volt.
A mozdonyok a Monarchiában ekkor kötelező módon hadijelet is kaptak, amely a típus esetén {\displaystyle {\tfrac {\overline {\left|\mathrm {III\ 425} \right|}}{\mathrm {A} _{7}}}} volt.

## Szerkezete

### Kazán
A mozdonyok kazánja a kívánt teljesítményprogramnak megfelelő hosszú, nagy átmérőjű hosszkazánnal és széles, nagyméretű, mélyre lenyúló állókazánnal és a Schmidt-rendszerű nagyfüstcsöves túlhevítővel készült. A kereken 2 m széles, 14 és 18 (kompaund változatnál: 17 és 20) mm-es lemezekből álló porosz-, más néven Becker-rendszerű állókazánt a hátsó futótengely támasztja alá. Az állókazán hátfala a tömegcsökkentés miatt a függőlegestől eltérő szögben előre hajlott. Ugyancsak előre hajlott az állókazán elöli része (rákfala), ami elsősorban az állókazán súlypontjának előbbre helyeződését célozta, a hátsó futótengely túlterhelődésének elkerülésére. A tüzelőajtó a 203 sorozatéval azonos kivitelű volt. A tűzszekrénybe lángboltozatot is építettek. A rostély három részből áll, első része buktatható, az esése 1/7,7. A hamuláda elejére és fenekére csappantyúkat szereltek, melyeket a mozdonysátorból rudazattal lehetett működtetni.
Az 5538 mm hosszúságú és 1,74 m átmérőjű hosszkazánt három, 14, 16 és 18 mm-es folytvas lemezekből álló részből szegecselték össze; a tengelye (középvonala) a sínkorona fölött 3020 mm magasan található. Az első kazánövön helyezték el a gőzdómot, a második övre a homoktartály került. A 301,501–502 pályaszámú mozdonyoknál a második–harmadik kazánövre egy tízcellás Pecz–Rejtő-féle vízszintes elrendezésű víztisztítót szereltek. A 301,001–002 pályaszámú mozdonyok gőzdómjának hátuljára, míg a 301,501–502 pályaszámú gépek gőzdómjának elejére 2 db Coale-rendszerű közvetlen rugóterhelésű biztonsági szelepet szereltek. A gőzdómban helyezték el a kettős síktolattyús gőzszabályzót függőleges tolattyútükörrel. A szerkezet szabályozó rudazatát a kazánon belül vezették el. Innen a gőz a szokásos módon túlhevítő gőzgyűjtőszekrényének nedvesgőz-kamrájába, majd a túlhevítőelemeken át a túlhevítettgőz-kamrájába jutott, ahonnan a gőzhengerekhez áramlott. A gőzdómból cső vezetett az állókazán hátfalán baloldalt kialakított kis szerelvényfejhez, és ebből a vezetékből egy, a légsűrítőhöz vezető cső ágazott ki. Külön csövek vezettek a gőzdómból a lövettyűkhöz is.
A kazánba 206 darab 46,5/52 mm átmérőjű folytvas tűzcsövet és négy sorban összesen 32 db 119/127 mm átmérőjű folytvas füstcsövet építettek, melyek a 301,001 pályaszámú mozdonynál Pogány–Lahmann-rendszerű hullámos végű kivitelben készültek. A tűzcsöveket vörösrézkúpokkal rögzítették a csőfalakba. A füstcsövekbe 27/34 mm átmérőjű csövekből álló túlhevítőelemek kerültek. A túlhevítőelemek fűtőfelülete a közvetett gőzfejlesztő fűtőfelület kb. 22%-a volt – ez az érték a későbbi túlhevítős mozdonyokéhoz képest aránylag kicsinek, kifejlesztése idején viszont átlagosnak számított.
A 2834 (a kompaund változatnál 2832) mm hosszú füstszekrényben helyezték el az amerikai rendszerű szikrafogót és a túlhevítő gőzgyűjtőszekrényét. A túlhevítés szabályozása túlhevítő-védőszekrénnyel és az azon elhelyezett csappantyúkkal történt, melyeket egy kis gőzhenger (az ún. szervomotor vagy automata) mozgatott. A gőzfúvó csappantyús kivitelben készült. A füstszekrényajtó egyszárnyú, kör alakú kivitelű volt, a korszak magyar gyorsvonati mozdonyaira oly' jellemző kúpos toldattal; zárása a pereménél körben elhelyezett kallantyúkkal történt. A kazánt 2 db Friedmann-rendszerű SZ. osztályú nem szívó, 11 mm-es nyílású ún. „restarting” frissgőz-lövettyű táplálta vízzel. A bal oldali lövettyű tápcsövéből ágazott ki a szénlocsoló, míg jobb oldali lövettyűtől a hamuszekrény-locsoló indult ki.

### Gépezet
A négy gőzhenger, a korábban készült In. osztályú (203 sorozatú) és IIIs. osztályú (322 sorozatú) mozdonyokkal szemben tehát nem ugyanazon tengelyt, hanem a kereten belül elhelyezett (a kompaund változatnál a nagynyomású) hengerek az első, a kereten kívül elhelyezett (kompaund változatnál a kisnyomású) hengerek a fordított de Glehn-rendszert követve a második kapcsolt kerékpárt hajtották. A külső hengerek vízszintesen, míg a belsők 1:8,56-os szögben helyezkedtek el. A gőzhengerek folytvas beömlőcsövei mindkét oldalon 147/159 mm átmérőjűek és 2,85 m hosszúak voltak. A kiömlőcsövek a kéménnyel azonos vonalba kerültek és 150 mm belső átmérővel, öntöttvasból készültek. (A kompaund változatnál a 3,35 m hosszú folytvas beömlőcsövek 111/121 mm átmérővel készültek. Az átömlőcsövek 180 mm, míg a kiömlőcső 220 mm belső átmérővel, öntöttvasból készült.) A jobb oldali hengerek forgattyút a bal oldaliakhoz képest 90°-kal előbbre ékelték a kerékpártengelyre, míg az azonos oldali forgattyúk egymással 180°-os szöget zártak be. A dugattyúrúd átmenő rendszerű volt; elöl a rúdvezeték zárt hüvelyben futott, hátul a dugattyúrudak tömszelencéi Schmidt-rendszerű fémtömítéssel készültek. A belső hengerek keresztfejei egy-, a külső hengereké kétvezetékesek voltak. A hajtó- és csatlórudak I alakú keresztmetszettel készültek.
A gőzhengerek üresjárati munkájának (ellenállásának) csökkentésére a henger elöli és hátuli dugattyúterét összekötő nyitható nyomáskiegyenlítő váltót (melynek mozgató emeltyűje az állókazán jobb oldalára került), a hengerfedelekre a 301,002 pályaszámú mozdonyt kivéve ún. Ricour-szelepet szereltek. A hengerekre a vízütés elkerülésére ún. kompressziószelep is került. A kompaund mozdonyok gépezetét indítókészülékkel is ellátták: a mozdonysátorból rudazattal működtethető berendezés a nagynyomású hengerből kiömlő gőzt az átömlő helyett a gőzfúvóba vezette és egyidejűleg a kisnyomású hengernek friss gőzt is adott, így a mozdony hosszabb ideig ikergépezetűként működhetett. A hengerek legnagyobb töltése mindkét irányban 80% (a kompaund változatnál előre 84, hátra 80%) volt.
A minden gőzhengerhez saját belső beömlésű, széles, rugalmas, önfeszítő gyűrűs hengeres tolattyú tartozott, melyeket ellenforgattyús Heusinger–Walschaert-rendszerű vezérművek szabályoztak. A tolattyúk átmérője 254 mm (míg a kompaund változat kisnyomású tolattyúié 430 mm), a belső tolattyúk belső túlfedése 30 mm, a külső tolattyúké 31,5 mm, míg mindkét tolattyú külső túlfedése 0 értékű volt. (A kompaund változatnál a nagynyomás tolattyúk 32 mm-es belső és 7 mm-es negatív külső, a kisnyomásúak 30 mm belső és 0 értékű külső túlfedéssel készültek.) A belső tolattyúkat is a külső hengerek vezérművei mozgatják: a Magyar Királyi Állami Vasgyárak által kifejlesztett megoldás szerint a belső tolattyúrudak egy-egy segédgerendelyen át, 180°-kal eltérő szögben felékelve kapcsolódtak az az azonos oldali elősietési lengő középső csapszegéhez.
Az ellenforgattyú előremenetben a forgattyút közel 90°-kal megelőzi, más szóval a forgattyúhoz képest előresietőként ékelték föl. Ennek és a belső beömlésnek megfelelően előremenetben a lengőívkő a lengőív (kulissza) felső részén helyezkedett el. Ez a korszak hazai mozdonyain általános elrendezés a döntően előremenetben járó mozdonyoknál nem előnyös megoldás, mivel a lengőív ágyazásának gyorsabb kopását idézi elő. A kormányvonórúd előremenetnél előre mozdult. A kormányvonórudat kormánycsavarral szabályozták. A kompaund változatnál a négy vezérmű az ikergépezetűvel azonos módon egy közös kormányműhöz kapcsolódott.

### Keret, futómű, mozdonysátor
A mozdony 1826 mm futókör-átmérőjű hajtott és kapcsolt-, valamint elöl 1040 mm, míg hátul 1220 mm átmérőjű futókerékpárokkal készültek. A tapasztalatok szerint 220 sorozatéval azonos méretű kapcsolt kerekek bizonyultak a legelőnyösebbnek a leggyakrabban 80–90 km/h sebességű gyorsvonatoknál, így ezt a méretet választották a 327 és később a 328 sorozatnál is. A futókerekek átmérői azonosak voltak 203 sorozatéval. A hajtott tengelyek 3%-os nikkelacélból, míg a kapcsolt- és futótengelyek folytacélból készültek. A kerékpárok tengelyeit a tengelyvonalban teljesen átfúrták.
A belső elrendezésű, szegecseléssel készült keret két, egymástól 1,24 m távolságban lévő 28 mm vastag Martin-folytvaslemez hossztartóból állt, melyet hátul, a futótengely oldalirányú játékát biztosítandó, 1,1 m-re húztak össze. A hossztartókat elöl a mellgerenda, hátul a kapocsszekrény kötött össze, közöttük pedig a belső hengeröntvény, valamint a vízszintes és függőleges folytvaslemez-kereszttartók (ún. keretkötők) merevítettek ki. A merev tengelytávolság csökkentésére a kapcsolt kerékpárokat a keretbe egymáshoz olyan közel ágyazták, amennyire csak a fékrudazat azt lehetővé tette. A tengelyágytokok keretkivágásait acélöntésű ágyvezetékek merevítették, valamint a keretlemezeknek a kivágásoknál lévő nyúlványait alul összekötő ún. kötővasak fogták össze. Az ágytokok kopásai húzóékekkel utánállíthatóak voltak. A hajtó- és kapcsolt kerékpárok hordrugóit, melyek megegyeztek a 203 sorozatnál alkalmazottakkal, himbák kötötték össze és a tengelyek fölött helyezték el.
A 2400 mm tengelytávolságú elülső futóforgóváz kerete 25 mm vastag lemezekből készült. A terhelést a forgóvázkeretre gömbcsészés ágyazású forgócsap és tekercsrugóra támaszkodó oldalsó csúszópofák vitték át. Ezek a tekercsrugók azonosak voltak a 222 sorozatéval. A forgócsap a főkeretben oldalirányban 70–70 mm-t tudott elmozdulni, középállásba pedig laprugók terelték vissza. A forgócsap a forgóváz tengelytávolságának felezővonalánál 50 mm-rel hátrébb helyezkedett el. A futókerékpárok hordrugói, melyek megegyeztek a 203 sorozatnál alkalmazottakkal, a tengelyek fölött helyezkedtek el. A hátsó futótengely Adams–Webb-rendszerű beállószerkezete a kerékpár 75–75 mm-es elmozdulását tette lehetővé 2650 mm ívsugáron.
A mozdonysátor homlokát a nagy sebességre való tekintettel a 301,001–002 pályaszámú mozdonyoknál ék alakúra, míg a 301,001–002 pályaszámú gépeknél a víztisztító szerelhetősége miatt csonka ék alakúra készítették és rajtuk egy-egy ovális forgóablakot alakítottak ki, mely fölé védőernyőt szereltek. Oldalra egy fix- és egy tolóablak, a sátortetőre szellőző, míg belső oldalára tetőlámpa került.

### Segédberendezések
A mozdonyra két 13″-os Westinghouse-rendszerű fékhengert szereltek. A sűrített levegőt egy, a mozdony hosszkazánjának bal oldalán elhelyezett Westinghouse-rendszerű egyfokozatú F jellegű légszivattyú termelte. A féktuskók a mozdony hajtott kerékpárjait elölről, a hátulsó, beálló futótengelyt mindkét oldalról fékezték, míg az elöli futóforgóváz kerékpárjai a MÁV mozdonyainál szokásos módon fékezetlenek voltak. A fékrudazat nyomáskiegyenlítő szerkezetű volt. Az összes féktuskóerő a fékezett tengelyekre jutó mozdonysúly 53,1, illetve 52,2%-a volt, míg a teljes mozdonysúlynál ezen érték 38,6, illetve 37% volt. A sebességet egy, a hátsó kapcsolt kerékpárról meghajtott 12 másodperces Haushälter-rendszerű sebességmérő mérte. A gőzben lévő alkatrészek kenéséről két db 10 nyílású Friedmann-rendszerű LD jelű dugattyús melegalkatrész-kenőszivattyú gondoskodott. Kedvezőtlen tapadási viszonyok esetén sűrített levegővel működtethető homokoló juttatott homokot a kapcsolt kerékpárok elé. Az első futókerékpár nyomkarimáját a légszivattyúból távozó olajos gőz kente. A mozdonyokat nagynyomású Lancrenon-rendszerű sűrített levegővel kevert gőzzel működő gőzfűtési rendszerrel látták el.

### Szerkocsi
A 301 sorozatú mozdonyokhoz az utolsóként szállított In. osztályú (203 sorozat) és IIIs. osztályú (322 sorozatú) mozdonyokhoz csatoltakkal azonos, S jellegű négytengelyes kétforgóvázas szerkocsikat szállították.
A szerkocsik a hozzájuk tartozó mozdony sorozatjelét és pályaszámát (S301,001– és S301,501–) kapták.

## Próbamenetek
Az 1912. augusztus–szeptember hóban a Budapest–Érsekújvár–Pozsony vonalon megtartott összehasonlító próbák során mindkét kivitelt azonos körülmények között részletes vizsgálatoknak vetették alá. A próbameneteken a 301,501 és a 301,002 pályaszámú mozdonyok vettek részt. A kísérleti vonatok 58, 70 és 82 tengelyűek voltak. A próbák során felhasznált 6500–7000 kalória fűtőértékű dombraui szénkeverékek eltüzelése során 324–336 °C-os túlhevítést értek el.
A 301,501 pályaszámú gép az egyik próbamenete során 706 tonnás szerelvénnyel 96 km/h legnagyobb sebességet ért el, miközben a szerkocsi vonóhorgán mérve átlag 1075 lóerő effektív teljesítményt fejtett ki. A menet során a gépezet indikált teljesítménye elérte az 1876 LE-t.
Néhány nappal később a 301,002 pályaszámú mozdony egy ugyanilyen tömegű szerelvénnyel 97 km/h legnagyobb sebességet ért el, a menet során a szerkocsi vonóhorgán mérve átlag 1030 lóerő effektív teljesítményt kifejtve. A menet során a gépezet legnagyobb indikált teljesítménye 1692 LE volt.
A kísérleti eredmények kimutatták, hogy ugyan a kompaund gépezetű példány azonos körülmények között a kompaund rendszerű gép a nagyterhelésű próbákon kb. 10%-kal nagyobb teljesítményt nyújtott, azonban ezt az előnyét az akkoriban előforduló legnagyobb üzemi vonatterhelések esetén nem lehetett kihasználni, a szokásos igénybevétel esetén pedig számottevő különbség nem volt. A kompaund mozdony ezen kívül az ikergépezetű társához képest azonos körülmények között 6,1–7,2%-kal kevesebb szenet használt el, azonban a gazdaságossági számítások szerint ezt a megtakarítást felemésztették az elsősorban a magasabb kazánnyomásból fakadó karbantartási többletmunka és -idő költségei. A kompaund gépezet gazdaságos működéséhez szükséges magasabb kazánnyomás a próbaidőszak tapasztalatai az üzemkészséget is kedvezőtlenül befolyásolta így végül mind a gazdasági, mind az üzemi szempontok miatt az ikergépezetű változat sorozatgyártása mellett döntöttek.
A kísérletek kimutatták, hogy a kompaund mozdonyok kisnyomású hengerei aránytalanul nagy munkát fejtettek ki, amit a kisnyomású hengerek ideálisnál nagyobb átmérőjére, illetve arra lehetett visszavezetni, hogy ezen hengerek a szükségesnél kisebb töltéssel üzemeltek. A kazán, a hengerek és a kapcsolt kerekek méretezése alapján a típus leggazdaságosabb sebessége körülbelül 75 km/h volt.

## A sorozatgyártás
A 301 sorozatú mozdonyokból 3+1 gyári alváltozatban összesen 22 darab készült:
| A 301 sorozat gyártási adatai | A 301 sorozat gyártási adatai | A 301 sorozat gyártási adatai | A 301 sorozat gyártási adatai |
| Mozdony szerkezetszám         | Szerkocsi szerkezetszám       | Pályaszám                     | Gyártási év                   |
| ----------------------------- | ----------------------------- | ----------------------------- | ----------------------------- |
| 97{\displaystyle {}^{1}}      | 32{\displaystyle {}^{4}}      | 301,001–002                   | 1911                          |
| 97{\displaystyle {}^{2}}      | 32{\displaystyle {}^{6}}      | 301,003–015                   | 1913                          |
| 97{\displaystyle {}^{3}}      | 32{\displaystyle {}^{8}}      | 301,016–020                   | 1914                          |
| 101{\displaystyle {}^{1}}     | 32{\displaystyle {}^{5}}      | 301,501–502                   | 1911                          |

A sorozatmozdonyok a 301,501–502 pályaszámú mozdonyokhoz hasonlóan tízcellás Pecz–Rejtő-féle vízszintes elrendezésű víztisztítóval, csonka ék alakú védházzal készültek. A prototípus mozdonyokkal ellentétben a gőzfúvó állandó keresztmetszetű lett, míg a gőzdóm elejére a Coale-rendszerű szelepek helyett két 4″-os MÁV-rendszerű közvetlen rugóterhelésű biztonsági szelepet szereltek.
Az 1913-ban üzembe helyezett gyártási széria egységára 161 673 koronára, az utolsó példányé 162 593 koronára nőtt.
További mozdonyok építését a több ok miatt is be kellett szüntetni: egyrészt a háború alatt a belső gépezet miatt szükséges könyökös hajtótengelyeket nem lehetett beszerezni. Másrészt a háborús vörösrézhiány miatt a típust Brotan-kazános kivitelre kellett volna áttervezni, így a szükségképpen nagyobb tömegű vízcsöves tűzszekrény miatt a mozdony tömege is nőtt volna, mégpedig a többletet leginkább a két hátsó tengelynek kellett volna viselnie, melyek terhelése így is viszonylag magas (az V. tengelyé 15,72, a VI.-é 14,42 t) volt.
A 301-esek elegáns vonalvezetésükkel a legszebb magyar gyártású gőzmozdonyok közé tartoztak. Eleganciájukat növelte a MÁV gyorsvonati mozdonyain akkor szokásos ék alakú védház és a kúpos füstszekrényajtó.
A 301 sorozatú mozdonyok MÁV által engedélyezett vonatterheléseit az alábbi táblázat szemlélteti:
| A 301 sorozatú mozdonyok engedélyezett vonatterhelései | A 301 sorozatú mozdonyok engedélyezett vonatterhelései | A 301 sorozatú mozdonyok engedélyezett vonatterhelései | A 301 sorozatú mozdonyok engedélyezett vonatterhelései | A 301 sorozatú mozdonyok engedélyezett vonatterhelései | A 301 sorozatú mozdonyok engedélyezett vonatterhelései | A 301 sorozatú mozdonyok engedélyezett vonatterhelései |
| Pálya- emelkedés                                       | 50 km/h                                                | 60 km/h                                                | 70 km/h                                                | 80 km/h                                                | 90 km/h                                                | 100 km/h                                               |
| ------------------------------------------------------ | ------------------------------------------------------ | ------------------------------------------------------ | ------------------------------------------------------ | ------------------------------------------------------ | ------------------------------------------------------ | ------------------------------------------------------ |
| 0–3‰                                                   | 1000 t                                                 | 820 t                                                  | 660 t                                                  | 570 t                                                  | 440 t                                                  | 340 t                                                  |
| 3–5‰                                                   | 865 t                                                  | 730 t                                                  | 640 t                                                  | 570 t                                                  | 440 t                                                  | 340 t                                                  |
| 5–7‰                                                   | 725 t                                                  | 670 t                                                  | 600 t                                                  | 530 t                                                  | 430 t                                                  | 335 t                                                  |
| 8–10‰                                                  | 505 t                                                  | 475 t                                                  | 460 t                                                  | 430 t                                                  | 375 t                                                  | 315 t                                                  |
| 14–16‰                                                 | 300 t                                                  | 290 t                                                  | 280 t                                                  | 270 t                                                  | 255 t                                                  | 245 t                                                  |
| 25‰                                                    | 135 t                                                  | 130 t                                                  | 130 t                                                  | 125 t                                                  | 120 t                                                  | 120 t                                                  |

Az első világháború alatt a MÁV nem tudott magas lobbanáspontú hengerolajokhoz hozzájutni. Emiatt a 301 sorozatú mozdonyoknál 1917-től három túlhevítőelem kiszerelésével a túlhevítés hőfokát átmenetileg kb. 300 °C-ra csökkentették.
A mozdonyok nagyjavítására az Északi Főműhelyt jelölték ki.

## Az első világháború után
A vesztes első világháború után az elszakított területeken maradt, a tanácsköztársaság bukását követő román megszállás során elhurcolt vasúti járművek között a 301 sorozatú mozdonyok nagy része is a határokon túlra, Romániába került. A mozdonyok eloszlása az alábbiak szerint alakult:
- MÁV: 7 db
- CFR: 15 db

A rossz minőségű hengerolaj és a széles tolattyúgyűrűk költséges fenntartása ösztönözte a MÁV-ot arra, hogy megmaradt mozdonyok tolattyúit a kisebb súrlódású keskenygyűrűs kivitelűre alakítsa át. Ezt az 1920-ban elrendelt módosítást az Államvasutak egybekötötte a túlhevítős mozdonyai tolattyúméreteinek szabványosításával. A 301-esek esetében a tolattyú (a kompaund változatnál a nagynyomású tolattyú) átmérője 234 mm-re csökkent (a kompaund változat kisnyomású tolattyúja változatlan átmérőjű maradt). A túlfedések értékei mindenütt változatlanok maradtak. A tolattyúk átalakítását követően a korábban kiszerelt túlhevítőelemeket újra visszaszerelték.
A MÁV 1926. január 1-jétől az állagában maradt mozdonyokat új pályaszámcsoportokba tervezte sorolni. Az itt maradt 6 db ikergépezetű mozdony kijelölt pályaszámtartománya a 301,501–506, míg az egyetlen kompaund mozdonyé 301,701 volt. Az átszámozást végül nem hajtották végre.
A Magyarországon maradt 301-esek Budapest-Keleti fűtőháznál üzemeltek és a Budapest–Győr–Hegyeshalom vasútvonal gyorsvonatait továbbították, annak villamosításáig.

### Haladva a korral
A gőzmozdonyok fejlődése a 301-esek üzembe helyezése után sem állt meg, a MÁV pedig ezen a típuson is igyekezett az időközben sikeresen kipróbált megoldásokat alkalmazni.
A MÁV 442 és 328 sorozatú mozdonyainak túlhevítőinél már nem alkalmazott csappantyúkat és e járművek túlhevítőelemei nem károsodtak a korábbiaknál nagyobb mértékben. Ezt figyelembe véve, valamint a szervomotorok működésében felmerült nehézségek miatt a 301 sorozatú mozdonyok túlhevítő-védőszekrényeinek csappantyúit 1923-tól fokozatosan leszerelték, a szervomotor gőzhengerét kiiktatták.
A dugattyúrudak tömítéseit 1926-tól Hauber-rendszerű fémtömítésekkel pótolták. Mivel a tapasztalatok alapján a sűrített levegővel kevert gőzzel való fűtés nem vált be, ezért azt a két háború között hagyományos gőzfűtésre alakították. A 301-eseket a MÁV többi korszerű mozdonyához hasonlóan a hatásfok javítására Friedmann–Metcalfe-rendszerű LF osztályú X/11. számú fáradtgőz-lövettyűvel látta el, melyet a bal oldali frissgőz-lövettyű helyére szerelték fel. A berendezés a szénfogyasztást 6–9%-kal csökkentette.
Az először a 328 sorozatú mozdonyok egy részén kedvező eredménnyel kipróbált megoldást követve, 1929-től a 301 sorozatú mozdonyokat is Wagner-rendszerű szelepes gőzszabályzóval szerelték fel. Az első évben öt mozdonyt láttak el ezzel a berendezéssel.
1930-tól a forgós kazánlefúvató-váltókat 50 mm-es kazánlefúvató-tolattyúkra cserélték és a mozdonyokat 24 nyílású Süss–Friedmann-rendszerű FSA-jelű hidegkenő-szivattyúval is ellátták. Ugyanezen évtől a 301-esek Westinghouse-légszivattyúit is Friedmann-rendszerű Dk-jelű kenőszivattyúval látták el és Olva visszacsapószelepeket szereltek fel. A tűzcsövek cseréjekor a vörösrézkúpokat lágyvasból készültekkel pótolták.
1933-tól a dugattyúk keresztfejhez csatlakozó végének méretét megnövelték. A Duna–Száva–Adria Vasút mozdonyain alkalmazott kivitelt átvéve 1934-től a dugattyúrudakra a jóval olcsóbb és kevesebb karbantartást igénylő D.S.A.-rendszerű öntöttvas tömítések kerültek.

### A biatorbágyi merénylet
A két világháború közötti legnagyobb vasúti szerencsétlenség, a biatorbágyi merénylet egyik áldozata egy 301-es volt. Az 1931. szeptember 13-án 0 óra 14 perckor a biatorbágyi viaduktról lezuhanó Bécsbe tartó gyorsvonat élén a 301,001 pályaszámú mozdony zuhant a mélybe. A 22 halálos áldozattal (köztük volt a mozdony vezetője és fűtője) járó, minden körülményében a mai napig sem tisztázott merényletben a mozdony gyakorlatilag megsemmisült. A mozdonyt Fialovits Béla, az Északi fűtőház főnöke kezdeményezésére és irányításával végül mégis helyreállították, ez azonban gyakorlatilag a Magyar Királyi Állami Vas-, Acél- és Gépgyárak által szállított fődarabokból egy teljesen új mozdony építését jelentette. A jármű 1939-re készült el.

### Üzemük a harmincas években
A hegyeshalmi vonal villamosítása után a 301-esek elsősorban a Budapest–Miskolc vasútvonal vonatait továbbították, de előfordultak a Budapest–Püspökladány és a Budapest–Kelebia vasútvonalon is. A mozdonyok havi átlagos futásteljesítménye az 1930-as évek közepén 2278 km volt.
A bécsi döntések és Bácska visszacsatolása következtében a 301-esek által bejárt viszonylatok is meghosszabbodtak: a mozdonyok immár Kassáig, Kolozsvárig, illetve Újvidékig jártak.

A tapasztalatok szerint a 301-esek a háború éveiben 100 elegytonna-kilométerenként 7,1–9,2 kg szenet, kb. 4,6 gramm meleg-, illetve kb. 40 gramm hidegkenő-olajat fogyasztottak.

### Románia
A CFR a mozdonyokat az eredeti, MÁV-sorozatjel és pályaszámok megtartásával üzemeltette tovább. Honos fűtőházuk Kolozsvár, Nagyvárad, Brassó, és Arad voltak: Erdély és Bánát fővonalain továbbítottak személy- és gyorsvonatokat, de Arad–Brassó között a híres Orient expressz élén is láthatóak voltak. A mozdonyokat vegyes, olaj+szén tüzelésűre alakították.

## A második világháborút követő évek
A harcok befejezése és az országhatárok 1945. júniusi „megszilárdulása” után a MÁV-cégjelű 301 sorozatú mozdonyok közül 3 db maradt csak az újra hivatalossá vált trianoni határok között. Ezek közül
- 1 db működőképes volt,
- 1 db javítás alatt állt,
- 1 mozdony javítatlanul félre volt állítva.

A fentieken kívül 5 db CFR-cégjelű (ebből három működőképes) példány is az országban volt.
A cégjeltől függetlenül a működőképes 301-esekre a Vörös Hadsereg „T–CCCP” hadizsákmány-jele (T=трофейный, azaz zsákmány) került.

### A „restitúció”
Már 1945-ben megkezdődtek az egyes országok között kisebb járműcserék, mely az idegen eredetű mozdonyok korábbi (alapvetően a háború és a repartíciók előtti) tulajdonosa részére történő visszaszolgáltatást jelentette. A háború után az országgyarapodás és a harci cselekmények során állagba került járműveket bizonytalan jogi státuszuk miatt a MÁV elkülönítve tartotta nyilván. Így például 1946-ban
- 5 db törzsállagba tartozó[10] (ebből 1 db „T-jelű”),
- 7 db korábban CFR-cégjelű (ebből 6 db „T-jelű”)

301-es volt megtalálható a hazai hálózaton, melyek Budapest-Keleti honállomásúak voltak.
Az 1947-ben megkötött magyar-szovjet járműegyezmény nyomán a területi revíziók előtt is magyar tulajdonban volt járművekről a „T”-jelet eltávolíthatták.
A már említett járműcserék, valamint az egyes országok között, a háború alatt összekeveredett járműpark rendezéséről, „restitúciójáról” született megállapodások nyomán a két említetten kívül
- 1948 novemberében Ausztria szovjet megszállási övezetéből 1 db, míg
- 1950 áprilisában a Németország szovjet megszállási övezetéből szintén 1 db 301-es tért haza. Ez utóbbi, a 301,019 pályaszámú mozdonyt a DR a háború után használta is, így német armatúrákkal, kisméretű füstterelőkkel szerelték fel, és német szabványszerkocsit csatoltak hozzá.

Ugyanakkor a magyar állam
- 1947 októbere és 1948. szeptembere között mind a 7 db, korábban CFR-tulajdonú 301-est visszaadta Romániának. Ott azokat, a többi ottani 301-essel együtt még 1948-ban selejtezték.

## A második világháború után a selejtezésig
A második világháború után a mozdonyok ismét főleg a miskolci vonal vonatait továbbították, de más vonalakon is előfordultak.

### Így látták ők
„A mozdony személyzetének különös gonddal kellett odafigyelni a hajtórúdágyak állítására és kenésére. Erre azért volt szükség mert ha nem kellő gondossággal járt el a személyzet, a hajtórúdágyak valamelyike kiolvadhatott. Ha ez bekövetkezett, meg kellett állni és a személyzetnek a szűk helyen a hajtórudat le kellett szerelni, majd ezután a mellgerendára keresztbe helyezve rögzíteni. A dugattyút a keresztfejjel együtt a hátsó holtpontig húzni és kiékelni, hogy ne mozdulhasson el, így három hengerrel továbbították a vonatot a végállomásig. Egy akkori mozdonyreszortos mérnöktől hallottam, hogy ezekre a mozdonyokra különösen megválogatott személyzet kerülhetett. Az ő mondását idézve: »Amelyik személyzet nem kellően figyelt beosztott mozdonyára, az lerázta magáról mint ázott kutya a vizet.« Ezért nem is mindenki vállalta a 301-es mozdonyt, csak olyanok akiknek jó érzékük volt ehhez a géphez, szerették és értettek is hozzá.
A nyugdíjastalálkozókon még beszéltem olyan idős kollégával, aki 301-es mozdonyon utazott, elmondásából tudom, hogy egy alkalommal Hegyeshalom állomáson várakozott a vonatára. Megérkezett Bécs felől a gyors, ezt Kandó mozdonynak kellett volna továbbítani, de az a gép késve érkezett mert tehervonatra volt használva a két vonatforduló között. Hogy ne késsen a gyorsvonat, és mivel ott volt a 301,016-os gép, ezért neki kellett rájárni és továbbítani. Az ő vonatát pedig a Kandó mozdony továbbította, miután késve megérkezett. A villanygépes menetidővel rendelkező gyorsvonat menetidejét csak úgy tudta tartani, hogy 110–115 km/óra sebességre gyorsult, és azt tartotta. Akkor az volt a mondás: felfelé ahogy tud, lefelé meg ahogy bírt menni. Mivel a négy henger a gőzt igencsak fogyasztotta és a gyorsvonatnak megállása nem volt Bp. Keletiig, a 26 köbméter víz a szerkocsiból elfogyott és vele együtt legalább 6 tonna szén is. A vonattovábbítás közben a fűtők nem unatkoztak ezért felváltva dolgoztak, óránként 2-2,5 tonna szenet tüzeltek el egylapátos tüzeléssel, ami azt jelentette, hogy minden lapát szén bedobása után be kellett zárni a tüzelőajtót, hogy minél kevesebb hideg levegő áramoljon a tűzszekrénybe.
Volt egy Budapest-Miskolc viszonylatú gyorsvonat, amely 402a számban közlekedett és nem volt megállása Miskolcig. Amikor a Keletiből tele szerkocsival elindultak, mire a végállomásra értek a 26 köbméter víz elfogyott (téli viszonylatban mikor fűteni is kellett a vonatot). A menetidőt a következőképpen tudták tartani: Bp. Keletitől Kőbánya-Felsőig kb. 40 km/óra sebességgel haladtak, majd Kőbánya-Felsőtől Rákoson át Pécelig a 90 km/órás tempót el tudták érni. Innentől mivel a pálya Gödöllőig emelkedett, a sebesség visszaesett 60–65 km/órára, ezért a késés kb. 6-7 perc lett. Gödöllőtől lejtmenetben majd a vízszintes pályaszakaszon Hatvanig a késés bejött. Hatvantól Hort-Csányig ismét emelkedett a pálya de onnantól Miskolcig már nem, így felgyorsulhattak 100–115 km/óra sebességre és ha időben kezeltek jelzőt, késés nem volt.”

### Korszerűsítések
1952-től a vörösréz tűzszekrényeket 12 mm (illetve a csőfalnál 17 mm) vastag lágyacéllemezekből, hegesztéssel készült kivitelre cserélték. Az 1950-es években végrehajtott számos kisebb módosítás közül a mozdonyok külsejét is befolyásolta az 1957-től felszerelt szerkocsi-védfal. Az 1950-es évek végén félreállított, egyetlen megmaradt kompaund gépet, a 301,501-est 1960 novemberében selejtezték.
A típus legjelentősebb átalakításaként a mozdonyokra 1960 októberétől ISTER füstgázelszívó ejektort (közismert nevén: kéménytorok-csillagfúvót), kettős kéményt és füstterelő lemezeket szereltek, ezzel együtt a füstszekrényajtóról a légmetsző kúpot eltávolították. Elsőként a 301,020 pályaszámú mozdonyt átalakítására került sor. A korszerűsítést egy mozdony kivételével mindegyiken végrehajtották.
A mozdonyok kazánjának kímélésére 1960-tól vegyszeres, úgynevezett Antidur-vízlágyítást alkalmaztak, ami feleslegessé tette a Pecz–Rejtő-féle víztisztítók alkalmazását. Ezért a víztisztítókat 1961-től, a hengerkazánok újításakor leszerelték. és a tápfejeket a hosszkazán második övének két oldalára, a kazán középvonalába helyezték át.
Ugyancsak 1960-tól a tehervonati légfékezés bevezetése nyomán a mozdonyok és a szerkocsik fékrendszerébe, a gyorsműködésű kormányszelep és a fékhenger közé tehervonati/személyvonati (Gz/Pz, illetve G/P) váltót szereltek.

### A vég
A 301-esek honos fűtőháza 1964-től Hatvan lett, azonban már nem várt rájuk hosszú szolgálat: 1966 és 1968 között mindet leselejtezték.

## Napjainkban
A mozdonyok közül két példány, a 301,006 és a 301,016 maradt meg fűtőgépként, meglehetősen hiányos állapotban, ezen kívül megmaradt a 301,019 hengeröntvénye is. Ezekből újította fel eredeti kivitelben 2001-re, kiállítható állapotúra Nagykanizsa Gépészeti Főnökség a Magyar Királyi Állami Vasgyárakban 3481. gyári számmal 1914-ben elkészült 301,016 pályaszámú mozdonyt.